# Bezirk Dobromil

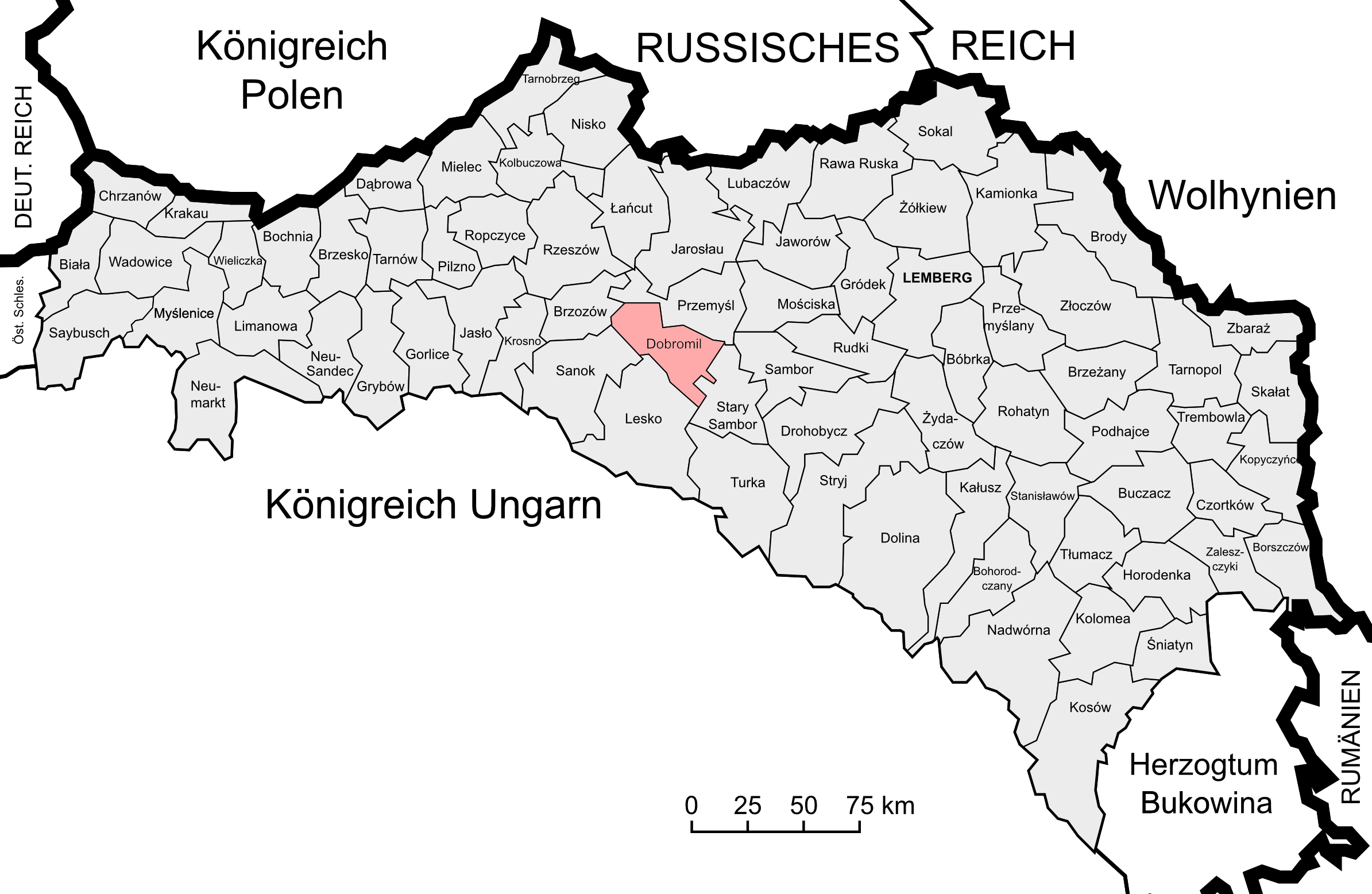
Lage des Bezirks Dobromil im Kronland Galizien und Lodomerien

Der Bezirk Dobromil war ein politischer Bezirk im Kronland Galizien und Lodomerien. Sein Gebiet umfasste Teile Ostgaliziens in der heutigen Westukraine (Oblast Lwiw, Rajon Staryj Sambir sowie in Polen, Powiat Przemyśl, Powiat Bieszczady sowie Powiat Sanok).
Sitz der Bezirkshauptmannschaft war die Stadt Dobromil. Nach dem Ersten Weltkrieg musste Österreich den gesamten Bezirk an Polen abtreten.
Er grenzte im Norden an den Bezirk Przemyśl, im Osten und Südosten an den Bezirk Stary Sambor, im Süden an den Bezirk Lisko, im Südwesten an den Bezirk Sanok sowie im Westen an den Bezirk Brzozów.

## Geschichte
Ein Vorläufer des späteren Bezirks (Verwaltungs- und Justizbehörde zugleich) wurde zum Ende des Jahres 1850 geschaffen, die Bezirkshauptmannschaft Dobromil war dem Regierungsgebiet Lemberg unterstellt und umfasste folgende Gerichtsbezirke:
- Gerichtsbezirk Dobromil
- Gerichtsbezirk Ustrzyki
- Gerichtsbezirk Lutowisko

Nach der Kundmachung im Jahre 1854 kam es am 29. September 1855 zur Einrichtung des Bezirksamtes Dobromil (weiterhin für Verwaltung und Gerichtsbarkeit zuständig) innerhalb des Kreises Sanok.
Nachdem die Kreisämter Ende Oktober 1865 abgeschafft wurden und deren Kompetenzen auf die Bezirksämter übergingen, schuf man nach dem Österreichisch-Ungarischen Ausgleich 1867 auch die Einteilung des Landes in zwei Verwaltungsgebiete ab. Zudem kam es im Zuge der Trennung der politischen von der judikativen Verwaltung zur Schaffung von getrennten Verwaltungs- und Justizbehörden. Während die gerichtliche Einteilung weitgehend unberührt blieb, fasste man Gemeinden mehrerer Gerichtsbezirke zu Verwaltungsbezirken zusammen.
Der neue politische Bezirk Bircza wurde aus folgenden Bezirken gebildet:
- Bezirk Bircza (mit 49 Gemeinden)
- Teilen des Bezirks Dobromil (mit 31 Gemeinden)

Am 1. Oktober 1876 wurde der Sitz des Bezirksamtes von Bircza nach Dobromil verlegt, damit wurde auch der Bezirksname geändert.
Der Bezirk Dobromil bestand bei der Volkszählung 1910 aus 96 Gemeinden sowie 75 Gutsgebieten und umfasste eine Fläche von 865 km². Hatte die Bevölkerung 1900 noch 62.274 Menschen umfasst, so lebten hier 1910 72.103 Menschen. Auf dem Gebiet lebten dabei mehrheitlich Menschen mit ruthenischer Umgangssprache (64 %) und griechisch-katholischem Glauben, Juden machten rund 11 % der Bevölkerung aus.

## Ortschaften
Auf dem Gebiet des Bezirks bestand 1910 Bezirksgerichte in Bircza und Dobromil, diesen waren folgende Orte zugeordnet:
Gerichtsbezirk Bircza:
- Stadt Bircza
- Bircza Stara
- Boguszówka
- Brzeżawa
- Brzuska
- Dobrzanka
- Grąziowa
- Huta Brzuska
- Jamna Dolna
- Jamna Górna
- Jasienica Sufczyńska
- Jawornik Ruski
- Korzeniec
- Kotów
- Krajna
- Kreców
- Kuźmina
- Lachawa
- Leszczawa Dolna
- Leszczawa Górna
- Leszczawka bestehend aus den Ortsteilen Leszczawka und Rosuczka
- Lipa
- Łodzinka Dolna
- Łodzinka Górna
- Łomna
- Malawa
- Nowa Wieś
- Nowosielce Kozickie
- Piątkowa
- Rozpucie
- Roztoka
- Rudawka ad Bireza
- Sufczyna
- Tarnawka
- Trójca
- Trzcianiec bestehend aus den Ortsteilen Krzywe und Trzcianiec
- Wojtkowa
- Wojtkówka
- Wola Korzeniecka
- Żohatyn

Gerichtsbezirk Dobromil:
- Arłamów
- Boniowice
- Borysławka
- Stadt Dobromil
- Falkenberg
- Grabownica Sozańska
- Grodzisko
- Hubice
- Huczko
- Hujsko
- Huwniki
- Jureczkowa
- Kalwaria Pacławska
- Katyna Rustykalna
- Katyna Szlachecka
- Kniażpol
- Komarowice
- Kopysno
- Kropiwnik
- Krościenko
- Kwaszenina
- Lacko
- Leszczyny
- Liskowate
- Łopuszanka
- Łopusznica
- Makowa Kolonia
- Makowa Rustykalna
- Michowa
- Nanowa
- Stadt Nowe Miasto
- Nowosiólki Dydyńskie
- Obersdorf
- Pacław
- Paportno
- Pietnice
- Polana
- Posada Nowomiejska
- Posada Rybotycka
- Prinzenthal
- Przedzielnica
- Rosenburg
- Rudawka pod Nanową
- Stadt Rybotycze
- Smereczna
- Smolnica
- Sopotnik
- Starzawa
- Stebnik
- Steinfels
- Tarnawa
- Truszowice
- Wełykie
- Wolica